# سونيا غاردنر
سونيا غاردنر (بالإنجليزية: Sonia Gardner)‏ هي سيدة أعمال أمريكية، ولدت في 16 فبراير 1962 في مراكش في المغرب.